# Okres Csenger
Okres Csenger (maďarsky Csengeri járás) je jedním ze třinácti okresů maďarské župy Szabolcs-Szatmár-Bereg. Jeho centrem je město Csenger.

## Sídla
V okrese se nachází celkem 11 měst a obcí.
Města
- Csenger

Městyse
- Porcsalma
- Tyukod

Obce
- Csengersima
- Csengerújfalu
- Komlódtótfalu
- Pátyod
- Szamosangyalos
- Szamosbecs
- Szamostatárfalva
- Ura